# 브룩 맥카터
브룩 맥카터(Brooke McCarter, 1963년 4월 22일 ~ 2015년 12월 22일)는 미국의 배우, 텔레비전 배우이다.
필라델피아에서 태어났으며 탬파에서 사망하였다.

## 영화
- 이머징 패스트 (2011년) - 딜런 역
- 어-오 쇼 (2009년)
- 블루스 브라더스 2 (1989년)
- 로스트 보이 (1987년) - 폴 역
- 트래쉰 (1986, Thrashin') - 타일러 역